# Eucalyptus rhodantha

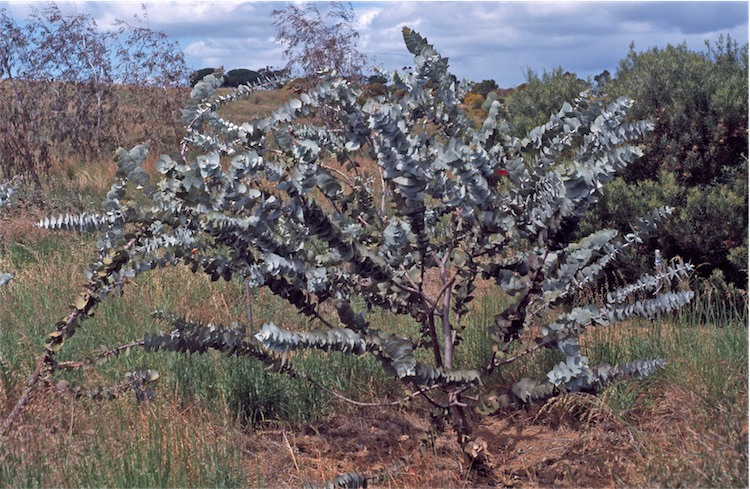
Espécime cultivado

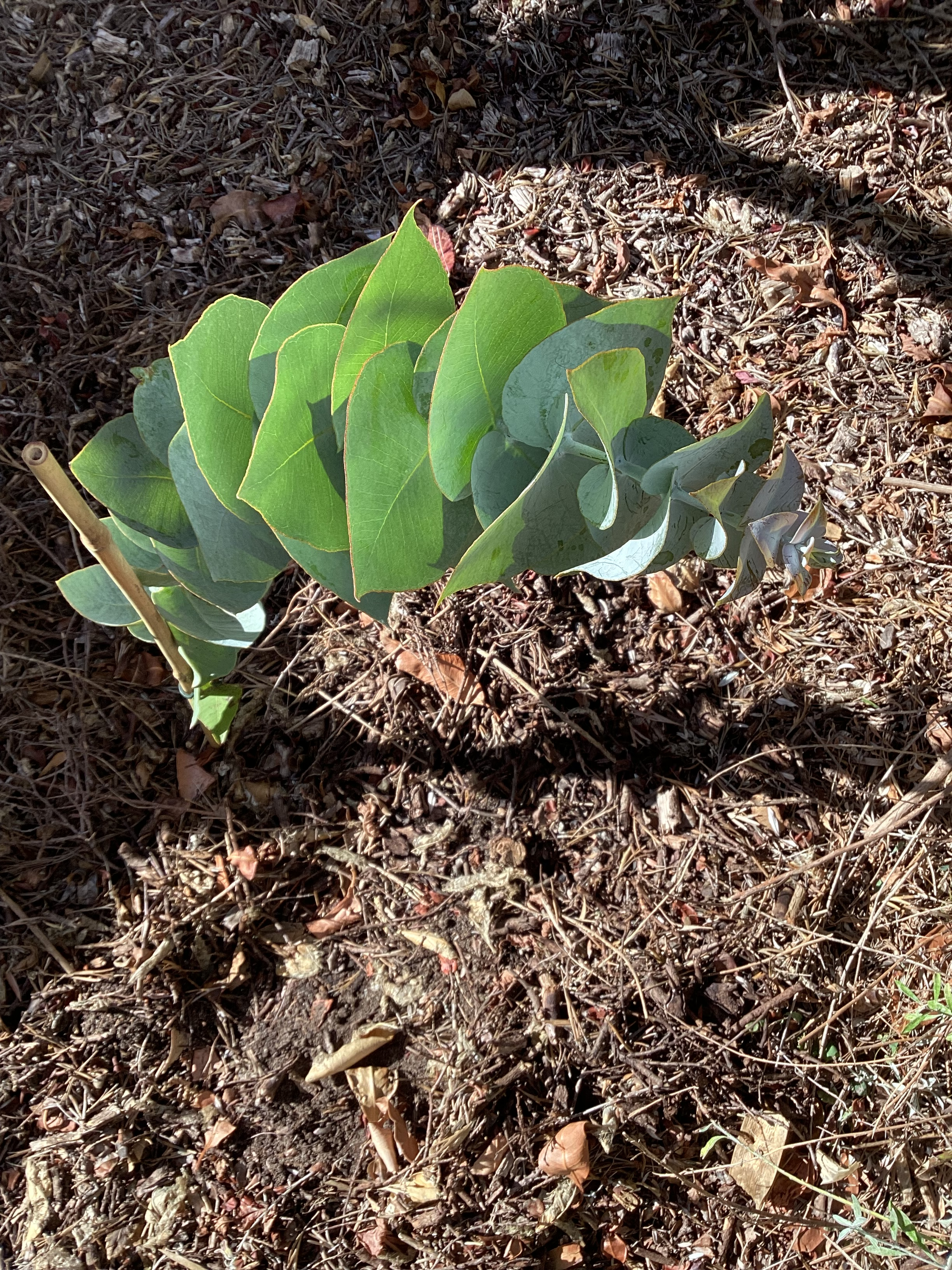
Muda de E. rhodantha em um jardim em Perth.

Eucalyptus rhodantha é uma espécie de mallee ou arbusto de crescimento rasteiro, nativa de partes da Austrália Ocidental. Possui casca lisa e uma copa composta exclusivamente por folhas juvenis de formato circular a cordiforme, dispostas em pares opostos e fixadas diretamente nos caules sem pecíolos. Os gomos florais aparecem isoladamente nas axilas das folhas e são vermelhos, enquanto os frutos são hemisféricos a cônicos e pendentes. É cultivado como uma planta ornamental, adequada para jardins em climas quentes e secos. É mais comum em jardins urbanos e cultivos do que em ambientes naturais, sendo facilmente encontrado na forma de sementes.
E. rhodantha foi formalmente descrito em 1938 pelos botânicos e coletores australianos William Blakely [en] e Henry Steedman [en], a partir de material coletado por Steedman próximo a Gunyidi [en] em 1934. Em dezembro de 2022, a base de dados Plants of the World Online considerava a antiga variedade Eucalyptus rhodantha var. petiolaris como um sinônimo taxonômico de E. rhodantha.
A espécie tem uma distribuição limitada nas partes ocidentais da Austrália Ocidental, sendo conhecida apenas em áreas do norte do Wheatbelt, onde restam alguns remanescentes próximos a Three Springs [en] e Watheroo [en]. Em 2000, foi classificada como espécie vulnerável pelo Environment Protection and Biodiversity Conservation Act 1999 (EPBC Act) do Parlamento da Austrália e listada como espécie em perigo pela União Internacional para a Conservação da Natureza (IUCN) em 2019.

## Descrição
Eucalyptus rhodantha é um mallee ou arbusto rasteiro que geralmente atinge uma altura de 1,5 a 4 metros e forma um lignotúber. Como em todas as espécies de mallee, o lignotúber é um colo da raiz inchado que armazena amido e contém numerosos brotos epicórmicos dormentes, permitindo que a planta regenere novos caules a partir do lignotúber se a parte aérea for perdida devido a seca, fogo ou forças físicas.:3 Os caules principais têm tipicamente 15 a 20 cm de diâmetro no solo, enquanto os ramos principais possuem 5 a 10 cm de diâmetro.:68 A casca lisa dos caules é cinza a cinza-acastanhada e rosada-acinzentada. Os ramos menores apresentam seção transversal arredondada. Os caules ramificam-se a partir do nível do solo, a partir do lignotúber, e se espalham para fora até cerca de 3 metros de largura a partir da origem.:68
A porção da planta que contém folhas, a copa, é composta inteiramente por folhas juvenis sésseis, sem pecíolo, fixadas diretamente ao caule. Elas são dispostas em pares opostos, com suas bases envolvendo o caule. As folhas são de um cinza-prateado opaco ou glauco, de formato circular a cordiforme, com 45 a 90 mm de comprimento e 30 a 75 mm de largura. As folhas maduras também são opostas e sésseis, circulares a cordiformes e, às vezes, acuminadas (estreitadas em uma ponta longa). São moderadamente espessas, com textura coriácea, medindo 50 a 100 mm de comprimento e 40 a 90 mm de largura. Possuem veias distintas, com várias veias laterais finas e irregulares que se ramificam a partir da nervura central mais proeminente em ângulos de 50° a 65°.:68 As folhas têm poucas glândulas de óleo e apresentam densa reticulação com veias intramarginais (separadas da margem).
Os gomos florais são dispostos isoladamente nas axilas foliares em um pedúnculo longo, espesso e voltado para baixo:1 de 10 a 35 mm de comprimento, com um pedicelo de 8 a 20 mm. As grandes flores podem atingir até 7,5 cm de diâmetro e são rosa a vermelho brilhante, ocasionalmente amarelas:8 e, raramente, branco-creme. A floração ocorre de julho ou setembro a dezembro ou janeiro e foi registrada até fevereiro. Os gomos maduros são ovados, glaucos, frequentemente com finas nervuras, medindo 28 a 53 mm de comprimento e 23 a 37 mm de largura, com uma caliptra em forma de bico de 20 a 32 mm de comprimento. Os estames curvam-se para dentro e possuem anteras amarelas obovadas a cúbicas, fixadas ao longo das costas dos filamentos. Essas anteras abrem-se por fendas longitudinais para liberar o pólen. Os numerosos filamentos são subcomprimidos em várias fileiras e apresentam coloração vermelho-carmesim ou rosa-escura a rosa.:68 O estilete é longo e linear, enquanto o estigma é mais afilado, com quatro ou cinco cavidades que levam ao ovário. Dez fileiras de óvulos dispostos verticalmente são encontradas no ovário.
O fruto pendente é uma cápsula lenhosa, voltada para baixo, hemisférica a cônica, com 16 a 28 mm de comprimento e 33 a 45 mm de largura, com válvulas salientes e um disco único, pálido e semi-cônico, fundido à base das válvulas projetantes. Os frutos lenhosos têm formato de piões e contêm sementes cinza-acastanhadas a marrons-escuras:1 ou pretas.:68 As sementes férteis têm formato piramidal oblíquo com três a quatro cristas radiantes que se estendem em forma de asa. As sementes menos férteis tendem a ter um formato mais linear e são marrom-avermelhadas.:69
As plantas nas proximidades de Three Springs apresentam folhas mais escuras e verdes. E. rhodantha é relacionado e se assemelha ao Eucalyptus macrocarpa [en], mas é uma planta mais compacta, com folhas mais curtas e gomos e frutos pendentes menores. E. rhodantha também possui folhas mais curtas ou menos alongadas. Ambos, E. rhodantha e E. macrocarpa, pertencem à série Curviptera e geralmente não crescem juntos.:1

## Taxonomia e nomenclatura
Eucalyptus rhodantha foi formalmente descrito em 1938 pelos botânicos e coletores australianos William Blakely e Henry Steedman em Proceedings of the Linnean Society of New South Wales a partir de material coletado por Steedman próximo a Gunyidi em 1934.:69 O holótipo está armazenado no Royal Botanic Gardens, Kew. Outros espécimes foram coletados por Keith Maxwell Allan a 15,8 km a sudoeste de Three Springs e estão armazenados em herbários em Perth e Melbourne. Outros foram coletados por George Chippendale [en] a 13,4 km ao sul de Gunyidi, e estão armazenados em Perth, Sydney e Melbourne.
O epíteto específico (rhodantha) vem do grego antigo, significando "colorido de rosa" e "flores".

### Variedades
Em 1941, Blakely descreveu Eucalyptus rhodantha var. petiolaris na The Australian Naturalist (jornal da Naturalists' Society of New South Wales), e seu nome, assim como o do autônimo, é aceito pelo Censo Australiano de Plantas [en]:
- Eucalyptus rhodantha var. petiolaris Blakely[17]

- Eucalyptus rhodantha var. rhodantha[18]

Blakely inicialmente nomeou Eucalyptus rhodantha var. petiolaris, considerada em 2015 como um híbrido entre E. rhodantha e E. pyriformis [en] e nomeada Eucalyptus rhodantha var. × petiolaris.:11
Em dezembro de 2022, a base de dados Plants of the World Online listou Eucalyptus rhodantha var. petiolaris como um sinônimo de E. rhodantha.

### Classificação
Eucalyptus rhodantha está incluído no subgênero Symphyomyrtus, na seção Bisectae e na subseção Destitutae. Os membros desta subseção possuem gomos com duas caliptras e ramos onde a medula não contém glândulas de óleo. E. rhodantha também está incluído na série Curviptera dentro da subseção. Esta série inclui cerca de trinta espécies e subespécies estreitamente relacionadas, com frutos grandes, geralmente com disco ascendente e válvulas que se projetam além do disco, e várias espécies possuem copas com folhas grandes e juvenis.

## Distribuição e habitat
Eucalyptus rhodantha é nativo da Austrália Ocidental e encontrado nas regiões Avon Wheatbelt e Geraldton Sandplains. A planta é conhecida apenas no norte do Wheatbelt, onde restam alguns remanescentes próximos a Three Springs e Watheroo.:1 Relatos indicam que a distribuição se estende ao sul até Bolgart [en] e New Norcia [en]; esses parecem ser descendentes híbridos de E. macrocarpa e E. pyriformis. Todos os espécimes de E. rhodantha coletados são de Watheroo e Three Springs, exceto por uma planta registrada em Eneabba Creek em 1953. Eneabba Creek e áreas próximas foram observadas em agosto de 1991, mas nenhuma outra população foi encontrada. Desde então, a maior parte da flora nativa foi desmatada para fins agrícolas. Na região de Watheroo, duas populações moderadamente preservadas de E. rhodantha estão localizadas em terras privadas não desmatadas. As demais estão em terras vagas, fazendas usadas para pastagem de gado e bordas degradadas ao longo de estradas.:1
Eucalyptus rhodantha cresce em terrenos planos ou levemente ondulados, em solos arenosos ou cascalhosos como parte de comunidades de charnecas arbustivas em planícies de areia amarela. Outras espécies de Eucalyptus encontradas na mesma área incluem E. loxophleba, E. eudesmioides [en] e E. todtiana [en]. Outras espécies florais desse habitat incluem Hakea trifurcata [en], Dryandra ashbyi, Grevillea eriostachya [en], Calothamnus quadrifidus [en] e várias espécies de Acacia. O clima da área é semelhante ao clima mediterrâneo, mas mais seco; a maior parte da chuva ocorre de maio a agosto. Os invernos são frescos, os verões quentes e as geadas são raras. A precipitação média anual é de 388 mm em Three Springs e 425 mm em Watheroo.:3

## Ecologia
A floração ocorre entre março e novembro, com pico no inverno, de junho a agosto. Produz poucas flores por planta em comparação com outras espécies de eucalipto. As plantas individuais variam no momento e na duração da floração, assim como na quantidade de flores produzidas. As flores, de longa duração, têm uma vida útil de 20 a 30 dias e produzem grandes quantidades de néctar durante o dia. A espécie é protândrica, com os órgãos reprodutivos masculinos amadurecendo antes dos femininos. As anteras masculinas liberam pólen em seis ou sete dias após a antese, e o estigma feminino torna-se receptivo ao pólen após cerca de doze dias.:3

### Polinizadores

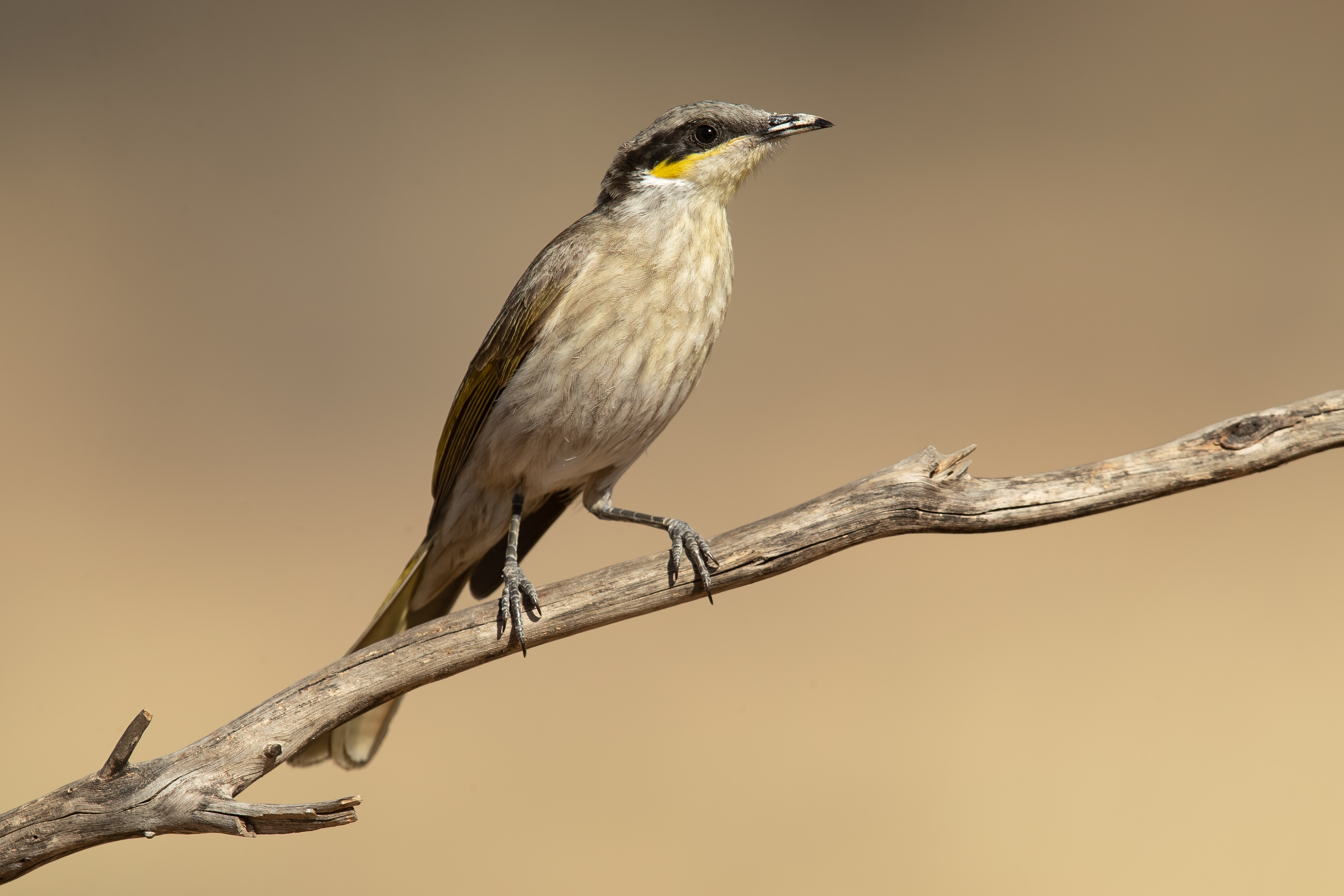
en

As flores de Eucalyptus rhodantha são polinizadas por várias aves, incluindo o papa-mel-de-testa-branca [en] (Phildonyris albifrons), papa-mel-cantor [en] (Lichenostomus virescens), papa-mel-castanho (Lichmera indistincta), papa-mel-de-barbela-vermelha (Anthochaera carunculata), papa-mel-de-pescoço-amarelo (Manorina flavigula) e periquito-de-colar-amarelo (Barnardius zonarius). O papa-mel-de-pescoço-amarelo e o papa-mel-cantor são considerados os principais responsáveis pela polinização. As aves não se alimentam exclusivamente de E. rhodantha, pois também consomem outras espécies locais, como Banksia ashbyi [en], Banksia prionotes, Calothamnus quadrifidus e Grevillea eriostachya. O número e o comportamento das aves variam entre as estações, e elas voam longas distâncias entre diferentes flores.:4 Os melifagídeos maiores são especialmente adequados à polinização, pois conseguem coletar néctar e pólen facilmente e depositá-lo no estigma de forma eficiente.:7 Acredita-se que as flores maiores de E. rhodantha indiquem o desenvolvimento de um sistema de reprodução que favorece a polinização por aves, que podem carregar pólen por distâncias maiores, em vez de insetos, que têm um alcance menor.
Tarsipes rostratus é o único mamífero considerado um polinizador.:4

### Destrutores
Novos brotos e botões crescem durante os meses de verão, e gorgulhos (Haplonyx maximus) e periquitos-de-colar-amarelo (Barnardius zonarius) os consomem, reduzindo o número de flores. Ovelhas podem pastar em E. rhodantha e arrancar novos brotos de plantas juvenis.:8

### Doenças
Acredita-se que E. rhodantha seja suscetível à podridão radicular por Phytophthora, o fungo que causa o declínio e afeta outras espécies de plantas no ambiente que suportam os polinizadores de E. rhodantha.:8

### Reprodução

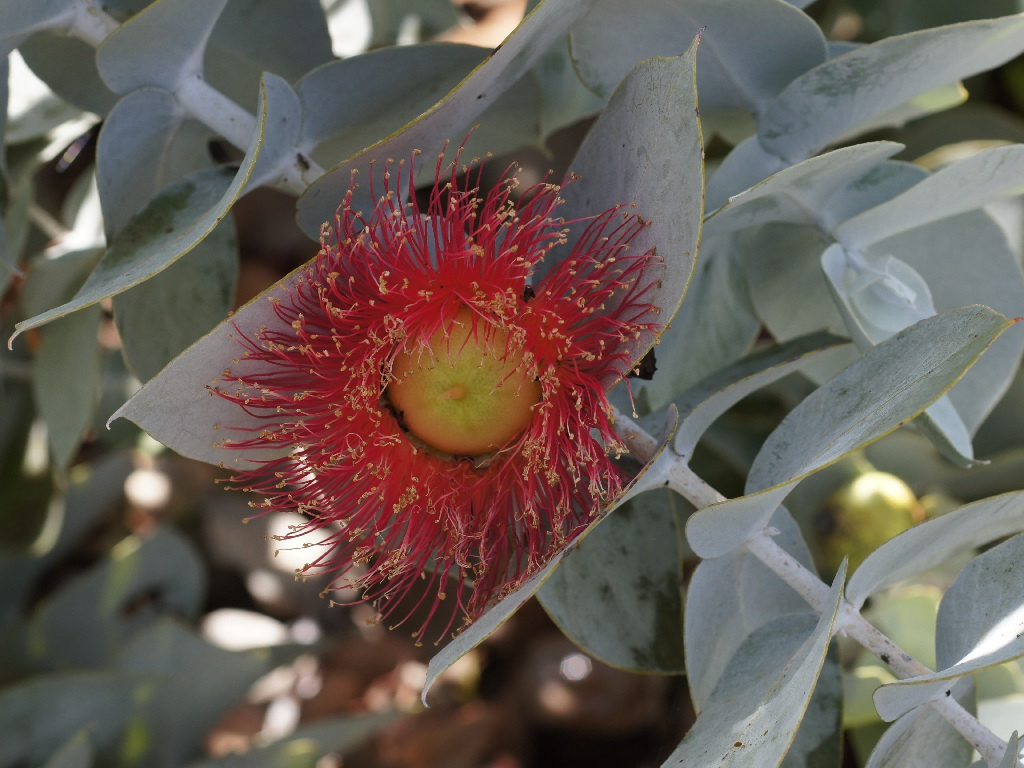
Detalhe da flor

Eucalyptus rhodantha possui um sistema de cruzamento misto; reproduz-se principalmente por cruzamento, mas também pode realizar autopolinização. A protandria é alcançada com a planta liberando a maior parte do pólen das anteras dentro de uma semana após a abertura da flor, com o estigma tornando-se receptivo cerca de doze dias depois. Isso não impede a autopolinização em E. rhodantha, pois as plantas podem ter flores em diferentes estágios ao mesmo tempo. Plantas isoladas em locais remotos foram encontradas com sementes, indicando que a autopolinização ocorre. A endogamia, além da autopolinização, também pode ocorrer, provavelmente como resultado do cruzamento entre plantas estreitamente relacionadas.:4
O sistema de cruzamento misto de E. rhodantha é considerado resultado do cruzamento, que favorece descendentes heterozigotos. Pressões seletivas ao longo do ciclo de vida da espécie parecem favorecer a heterozigosidade, que tem uma incidência significativamente maior em plantas maduras do que em sementes ou mudas. Acredita-se que a maior taxa de sobrevivência seja devido à seleção natural atuando ao longo de todo o ciclo de vida, com os descendentes heterozigotos sobrevivendo mais frequentemente em todas as fases do ciclo.:4

## Conservação
Eucalyptus rhodantha foi listado como espécie vulnerável desde 2017, de acordo com o Environment Protection and Biodiversity Conservation Act 1999 (EPBC Act) do Parlamento da Austrália, e um plano de recuperação foi elaborado.:i O governo da Austrália Ocidental lista a espécie como ameaçada sob o Biodiversity Conservation Act 2016,:4767 indicando que está em perigo de extinção.:1 A distribuição fragmentada de E. rhodantha em regiões agrícolas é um fator-chave que ameaça a sobrevivência da espécie a longo prazo na natureza. Apenas dois dos remanescentes existentes estão em áreas não desmatadas, enquanto os demais estão em terras desmatadas ou ao longo de margens degradadas. Não foi observado aumento natural no número de plantas, totalizando menos de 1000 indivíduos maduros, desde que as populações começaram a ser monitoradas.:7–8 Acredita-se que a endogamia tenha resultado em plantas mais fracas com capacidade reprodutiva reduzida. Embora a coleta não autorizada de sementes de plantas à beira de estradas tenha ocorrido no passado, essa prática é agora menos comum. A deriva de pulverização resultante da aplicação de pesticidas e herbicidas em culturas próximas pode ter um efeito prejudicial. Problemas de solo, incluindo salinidade e o fungo de podridão radicular (Phytophthora cinnamomi), podem se tornar uma ameaça crescente no futuro.:8:6
Os esforços de conservação envolveram consultas entre o governo local, autoridades estaduais e proprietários de terras. Em 1995, uma área de terra privada contendo a maior população discreta de E. rhodantha var. rhodantha foi adquirida e agora é uma reserva natural.:4 Pesquisas colaborativas envolvendo a Universidade da Austrália Ocidental, a Universidade Curtin e o Departamento de Conservação e Gestão Territorial da Austrália Ocidental foram realizadas para investigar a composição genética e a biologia reprodutiva da espécie. A promoção do cultivo generalizado da espécie na Austrália é vista como benéfica para os esforços de conservação.:6
Eucalyptus rhodantha var. rhodantha é listado como Flora Ameaçada (Flora Rara Declarada — Existente) sob o Wildlife Conservation Act 1950 da Austrália Ocidental e como vulnerável sob o EPBC Act.:8
Em 2000, E. rhodantha var. × petiolaris foi determinado como um híbrido de E. rhodantha var. rhodantha e E. pyriformis e, portanto, não é elegível para ser listado sob o EPBC Act.:1 É categorizado como Prioridade Quatro pelo Departamento de Biodiversidade, Conservação e Atrações da Austrália Ocidental, significando que é raro ou quase ameaçado.:1
E. rhodantha foi listado como espécie em perigo pela União Internacional para a Conservação da Natureza (IUCN) em 2019. Naquela época, a população estimada era de 704 plantas maduras, distribuídas em uma área de 36 km². A população foi descrita como estável, conhecida por ocorrer principalmente em dois locais separados, com 23 indivíduos na localização sul e 681 na localização norte.

## Usos
Eucalyptus rhodantha é cultivado como uma planta ornamental.:13 É mais frequentemente encontrado em jardins urbanos e cultivos do que na natureza. Cresce bem em pleno sol e solos arenosos bem drenados, e as plantas juvenis precisam de proteção contra geadas. As folhas persistentes espalhadas são adequadas para jardins resistentes à seca, de baixa manutenção, como planta de destaque, quebra-vento ou para triagem. É usado para controle de erosão e atrai aves nectarívoras, abelhas, borboletas e outros insetos.
Eucalyptus rhodantha é amplamente disponível e pode ser facilmente cultivado a partir de sementes. Prefere uma posição aberta em pleno sol e é adequado para a maioria dos solos, exceto aqueles que contêm cal. As plantas podem ser cultivadas em Sydney, apesar da diferença significativa nas condições climáticas em relação ao seu habitat original.
Os eucaliptos são culturalmente importantes para os aborígenes australianos por seus diversos usos e significados.:5,9,11